# Фомин, Николай Васильевич (актёр)
Никола́й Васи́льевич Фоми́н (род. 1 января 1948, село Фёдоровка, Пензенская область) — советский и российский киноактёр, кинорежиссёр, сценарист и продюсер.

## Биография
Николай Фомин родился 1 января 1948 года в селе Фёдоровка Пензенской области в семье рабочих. В 1974 году окончил Саратовское театральное училище имени Слонова (курс Г. Банникова и Р. Беляковой), после окончания которого работал в театрах Советска, Курска, Владимира, а также диктором телевидения в Пензе.
Параллельно с работой в театре снимался в кино, учился на высших режиссёрских курсах, писал стихи и прозу. Снимал художественные и документальные фильмы по собственным сценариям. Автор и исполнитель собственных песен.

## Фильмография

### Актёр
- 1977 — Фронт за линией фронта
- 1981 — Фронт в тылу врага
- 1983 — Спокойствие отменяется
- 1986 — Трава зелена
- 1987 — Про любовь, дружбу и судьбу — Нефёдов
- 1991 — Очаровательные пришельцы — Николай Васильевич, директор «Красных камышей»
- 1992 — Русские братья — поручик Бобырев
- 2006 — Героиновая война (не был завершен)
- 2008 — Амнистия от президента — Колян
- 2019 — Откедова Покедова — Баба Яга

### Режиссёр
- 1991 — Очаровательные пришельцы
- 1992 — Русские братья
- 2006 — Героиновая война (не был завершен)
- 2008 — Амнистия от президента
- 2019 — Откедова Покедова

### Сценарист
- 1991 — Очаровательные пришельцы
- 1992 — Русские братья
- 2006 — Героиновая война (не был завершен)
- 2008 — Амнистия от президента
- 2019 — Откедова Покедова

### Продюсер
- 2006 — Героиновая война (не был завершен)
- 2008 — Амнистия от президента
- 2019 — Откедова Покедова